# Chicuelo
Juan Ignacio Gómez Gorjón (La Albuera, Badajoz, 1968), conegut artísticament com a Juan Gómez "Chicuelo" és un guitarrista de flamenc, compositor i intèrpret.

## Trajectòria artística
Chicuelo va viure a Cornellà de Llobregat, on va començar la seva afició per la guitarra flamenca a l'edat de 12 anys amb el mestre Casimiro González. Treballa com a guitarrista al tablao de Carmen amb Mario Escudero, Angelita Vargas, La Tolea, Eva Yerbabuena, Sara Baras, Adrián Galia, Belén Maya, Antonio ‘El Pipa’ o Joaquín Grilo.
Posteriorment acompanya cantaors com Enrique Morente, Rancapino, Chano Lobato, José Mercé, Duquende, Mayte Martín, Diego "El Cigala", Carmen Linares, Potito. Ha treballat amb músics de jazz com Chano Domínguez, Carles Benavent, Jorge Pardo, Jordi Bonell, Raynald Colom, etc. i ha col·laborat amb la pianista Maria João Pires.
El 1996 crea i lidera Cambalache, amb la qual té un gran reconeixement. També és component de Guitarras mestizas, amb la qual enregistra dos treballs discogràfics. Ha compost part de la música de l'última pel·lícula d'Orson Welles, El Quijote. Ha dirigit i produït els treballs Siento i Oscuriá de Ginesa Ortega, a Suena flamenco, Zaguán o Desglaç de Miguel Poveda i a Mi forma de vivir de Duquende, i ha participat en gravacions juntament amb Tomatito, Mayte Martín, Joan Manuel Serrat, La Vargas Blues Band, Antonio Carmona, Jordi Tonel, entre d'altres.
Ha compost música per a les companyes de dansa flamenca dels artistes més reconeguts: Antonio Canales, Joaquín Cortés, Israel Galván, per a qui compon la música original de les seves obres La Metamorfosis (2000), Torero alucinógeno (2004) i Lo Real/Le Réel/The Real, estrenat el 2012 al Teatro Real de Madrid. El 1992 va ser director musical de la companyia de dansa japonesa Shoji Kojima, destacant les obres presentades al Festival de Jerez i a la Bienal de Flamenco de Sevilla, La Celestina (2012) i Fatum (La fuerza del destino), a les quals va compondre la música original.
El 2003 va dirigir la música de la companyia de baile Somorrostro Dansa Flamenca produïda pel Taller de Músics i on compon les obres Andanzas i Inconnexus XXI, aquesta última juntament amb Enric Palomar i amb coreografies de Javier Latorre. Chicuelo és el guitarrista habitual de Miguel Poveda i Duquende, amb els quals ha fet nombroses gires per Europa, Japó i Estats Units. Ha estat director musical de Tarantos, musical dirigit per Emilio Hernández amb coreografies de Javier Latorre.
El 2000 presentà el seu primer CD com a solista i amb repertori propi: Cómplices (Harmonia Mundi), amb el qual realitza directes per tot el país. Aquest treball va ser premiat com a millor disc de guitarra solista per la revista Flamenco Hoy. El 2001 rep, de la mateixa revista, el premi com a millor guitarra d'acompanyament amb el treball discogràfic Zaguán de Miguel Poveda.
Ha participat, entre d'altres, en la producció Un momento y la Eternidad del bailaor Israel Galván, a més de la seva rellevant participació amb Miguel Poveda com a intèrpret i compositor als discos Desglaç el 2005 (música, arranjaments i guitarra als temes No et veuré més, Jo, l'invertit de cos i d'ànima i Posseït) i a la gira posterior entre 2005 i 2007.
També participa activament en la composició i gravació del disc Cante y Orquesta amb Miguel Poveda i Joan Albert Amargós enregistrat al Festival de Peralada l'agost de 2007 i editat el febrer de 2009, partint d'un projecte desenvolupat des de l'any 2000. A més, el 2007 col·labora a Els treballs i els dies amb Maria del Mar Bonet i Miguel Poveda.
El 2003 participa en el projecte Qawwali Jondo producció que inicia el 2003 amb Duquende, Miguel Poveda i Faiz Ali Faiz (edició CD+DVD el 2006). El 2005 col·labora amb el seu toque al disc de Duquende Mi forma de vivir. El 2007 s'edita Live in Cirque d'Hiver París, disco de Duquende, enregistrat en directe a París seguint els passos de l'experiència del mestre Camarón de la Isla, al toque de Chicuelo i Isaac el Rubio.
El novembre de 2007 s'edita el seu segon treball discogràfic propi, que porta per títol Diapasión (Flamenco Records), també guardonat com a millor disc de guitarra solista als premis Flamenco Hoy. El dic és un recorregut per diferents palos flamencos de la mà d'alguns músics rellevants del panorama del jazz a Catalunya com Carles Benavent, Raynald Colom, Roger Blavia, Elisabet Gex i les veus de Mónica ‘La Chicuela’, El Londro i Salao, amb els quals grava bulerías, fandangos, rumbas, canasteras, tangos.
El 2009 Chicuelo col·labora en els arranjaments i en la gravació del disc doble Coplas del querer de Miguel Poveda, juntament amb Joan Albert Amargós, compaginant la gira de Coplas del querer del cantaor Miguel Poveda amb la de La Leyenda del Tiempo, Camarón, 30 anys després juntament amb Duquende, Rafaela Carrasco i Sílvia Pérez Cruz.
Va participar en l'espectacle Historias de viva voz de Miguel Poveda que obria la Bienal de Flamenco de Sevilla] el 15 de setembre de 2010 a la Plaça de toros de la Maestranza i que va tornar a presentar-se el 28 de setembre al Gran Teatre del Liceu de Barcelona, posteriorment també a la gira en la gira arteSano.
El 2012 segueix col·laborant amb diversos artistes flamencos (Miguel Poveda, Duquende, Salao...) i presenta Shoji Kojima & Chicuelo amb la col·laboració especial de l'artista plàstic Frederic Amat, estrenada el 26 de maig de 2012 al Festival Ciutat Flamenco] de Barcelona i De Carmen (ballant a la sorra) de Trànsit Dansa/Maria Rovira, en la composició musical i arranjaments, estrenat el 4 de juliol de 2012 al Festival Grec de Barcelona.
Aquest mateix any compon la música per a tres temes inclosos a la banda sonora de la pel·lícula Blancaneu dirigida per Pablo Berger, estrenada el 22 de setembre de 2012 al Festival de Cine de San Sebastián. Codirigeix musicalment l'espectacle Pansori Meets Flamenco de la Korea Flamenco Company, estrenat el 5 d'octubre de 2012 al BaekAm Art Hall, Seül (Corea del Sud). El 23 de novembre de 2012 presenta a Barcelona (Festival Connexions) un espectacle conjunt amb el cantautor català Sanjosex (Carles Sanjosé) amb variats temes incloent-ne algunes de Ray Heredia, col·laboració que repetirà en posteriors directes (Girona, Cadaqués, Torredembarra)
El 2013 rep un Premi Goya per la cançó No te puedo encontrar de la banda sonora de la pel·lícula Blancaneu, guanyadora de la Millor Cançó Original als Premis Goya 2013, amb lletra de Pablo Berger, música de Chicuelo i amb la veu de Sílvia Pérez Cruz. També el recupera la direcció musical de l'espectacle Qawwali Flamenco amb Faiz Ali Faiz i en aquesta ocasió acompanyat per Carmen Linares, Tomás de Perrate, David Lagos i Isaac Vigueras, estrenat el 27 de juny de 2013 al Festival de St-Denis (França). Per altra banda, col·labora a l'espectacle Nadie sabe nada amb el duet Gomaespuma, amb direcció d'Andreu Buenafuente, estrenat el 3 de juliol de 2013 al Teatre Barts de Barcelona. Antre d'altres activitats artístiques, segueix col·laborant en directes amb Miguel Poveda... i prepara el seu proper disc en solitari.
El 2014 va posar en marxa el projecte Rumba y cosas amb Marinah (excantant d'Ojos de Brujo) i els músics Carlos Sarduy, Javi Martín i Israel Suárez ‘El Piraña’, el qual es va estrenar al Festival Connexions Arxivat 2015-05-26 a Wayback Machine..
El 2015 grava i compon part dels temes de l'últim treball de Miguel Poveda Sonetos y poemas para la libertad. El 2019 publica el disc Uña y carne (Accords Croisés).

## Premis i reconeixements
| Edició | Cançó                 | Premi                           | Resultat  |
| ------ | --------------------- | ------------------------------- | --------- |
| XXVII  | No te puedo encontrar | Goya a la millor cançó original | Guanyador |

## Discografia com a solista
- Cómplices (2000)
- Diapasión (2007)
- Uña y carne (2019)
- Caminos (2022)

## Alguns discos en col·laboracions
- Qawwali Flamenco (2006). Amb Faiz Ali Faiz, Duquende i Miguel Poveda
- Cante i Orquestra (2009). Amb Miguel Poveda i Joan Albert Amargós.
- Sintonías (2015). Amb Marinah.
- Conexión (2017). Amb Marco Mezquida.
- No hay dos sin tres (2019). Amb Marco Mezquida.